# Mandy Hering
Mandy Hering, née le 11 mars 1984 à Guben, est une ancienne handballeuse internationale allemande.

## Palmarès

### Club
compétitions nationales 
- Vainqueur du Championnat d'Allemagne (1) : 2004
- Vainqueur de la Coupe d'Allemagne (1) : 2003

### Sélection nationale
- Médaille de bronze au Championnat du monde 2007,  France
- 11e place aux Jeux olympiques de 2008
- 4e place au Championnat d'Europe 2008
- Médaille d'argent Championnat d'Europe des moins de 17 ans en 2001